# Aherkogel
De Aherkogel is een 2803 meter hoge berg in de Ötztaler Alpen in het Oostenrijkse Tirol.
De berg ligt in de Kaunergrat en vormt het kruispunt van twee bergkammen, één in meer noordelijke richting naar de Kitzmörder (2435 meter) en één in meer oostelijke richting naar de Stallkogel (2605 meter). De noordelijke graat van de Aherkogel lijkt in de richting van de Kitzmörder plots af te breken en kent er een groot hoogteverschil. De meest gangbare route naar de top van de Aherkogel begint volgens de Alpenvereinsführer bij de Krummer See (2584 meter). Dit bergmeertje kan vanuit Zaunhof (gemeente St. Leonhard) in het Pitztal over de alpenweide Mauchelealpe via een ander meertje, de Brechsee, worden bereikt. Hierna loopt de route over de noordelijke graat van de Aherkogel naar de top.